# Diessenhofen
Diessenhofen est une ville et une commune suisse du canton de Thurgovie, située dans le district de Frauenfeld.
Avant le 1er janvier 2011, la commune a été le chef-lieu du district de Diessenhofen.

## Histoire
Victoire française lors de la bataille de Diessenhofen, les 7 et 8 octobre 1799, qui permit la déroute de l'armée russe de Korsakoff. Les 57e demi-brigade de deuxième formation et 100e demi-brigade de deuxième formation s'y distinguèrent particulièrement. Depuis 2020, le bourg, grâce à sa beauté architecturale, son histoire et sa situation privilégiée, fait partie de l'association « Les plus beaux villages de Suisse ».

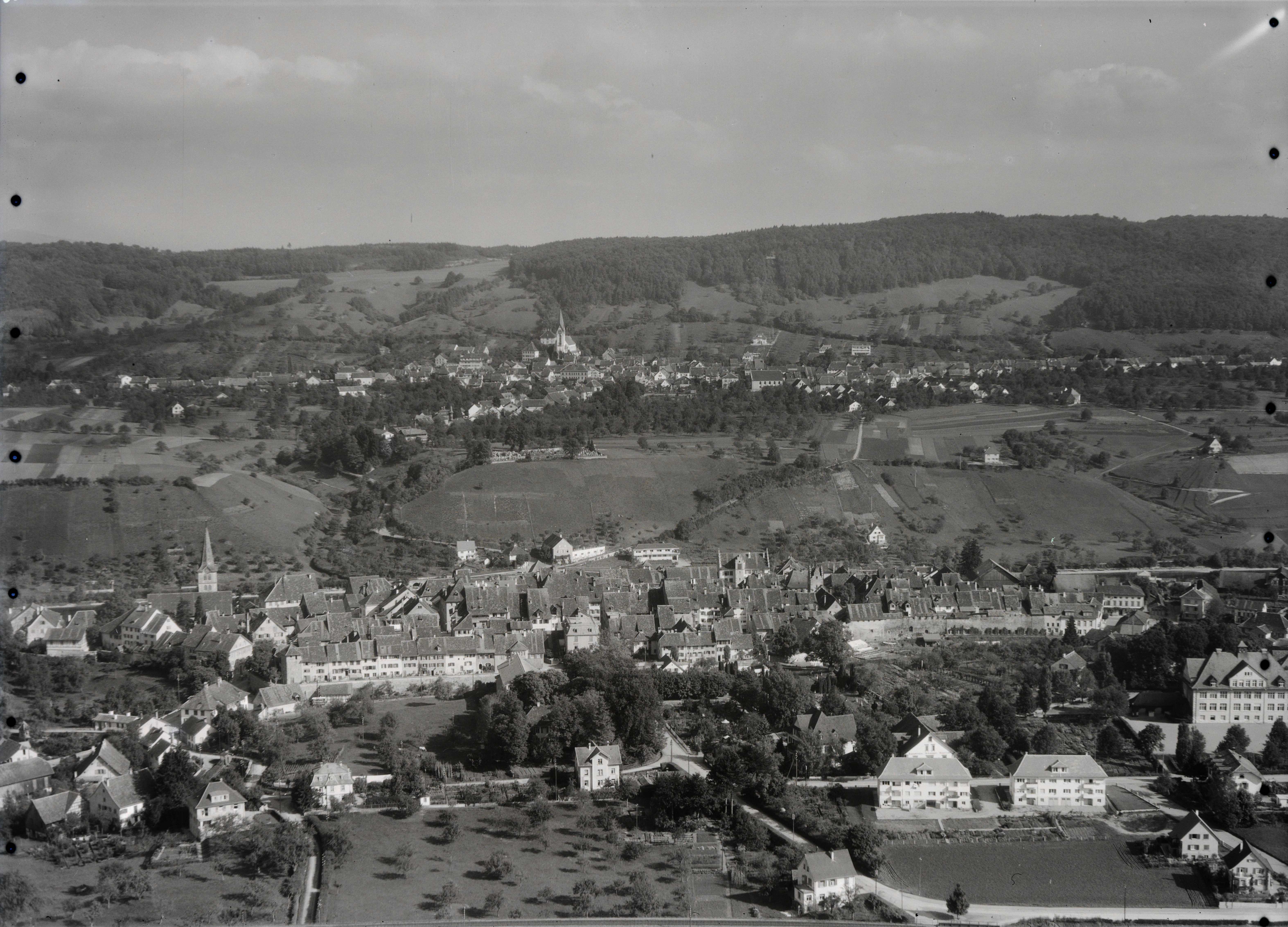
Photo aérienne prise par Walter Mittelholzer (1935).

## Culture et patrimoine

### Héraldique
| Blason | Blasonnement : De gueules à la bande d'or accompagnée de deux lions couronnés du même. |

### Monuments et curiosités
- Pont couvert, Rheinbrücke, attesté en 1292, mais reconstruit à maintes reprises. Détruit en 1799 et réédifié en 1814-1818 par les maîtres charpentiers Andreas Widmer et Jakob Ruch. Rénové après les bombardements américains de 1945[4].

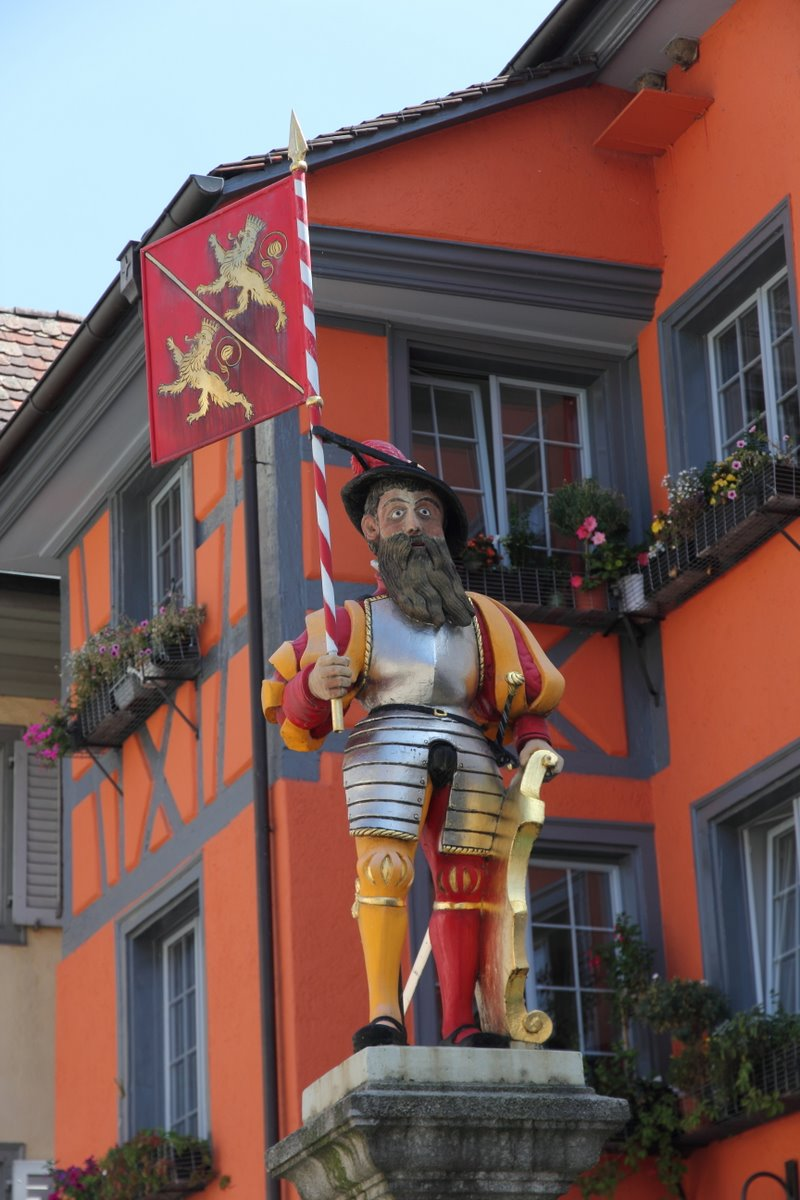
La statue sur la fontaine.
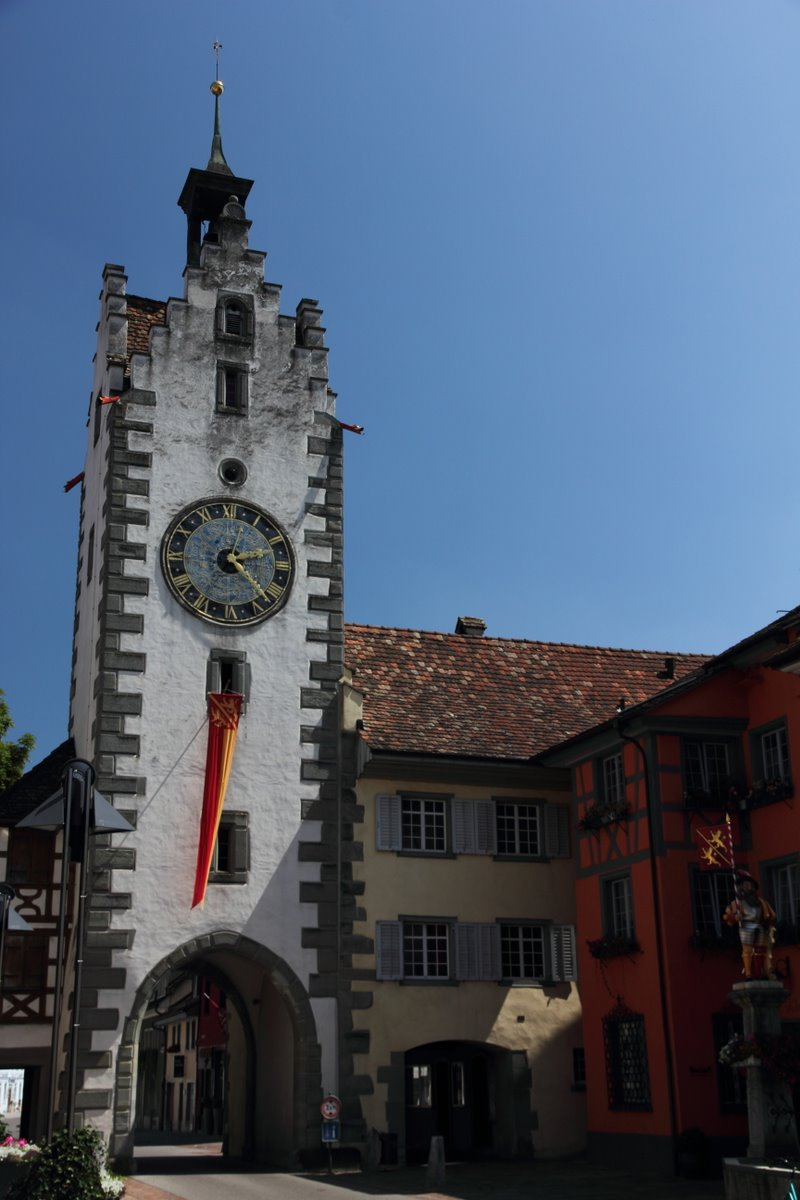
La tour des Sceaux (Siegelturm).